# Oude Raadhuis van Bratislava
Het Oude Raadhuis van Bratislava (Slowaaks: Stará Ranica, Hongaars: Régi városháza, Duits: Altes Rathaus) is een bouwwerk uit de Renaissance, is een van de oudste gebouwencomplexen van de Slowaakse hoofdstad Bratislava (oudste gedeelte stamt uit 1370) en biedt vandaag de dag ruimte aan meerdere musea, waarvan het Stadsmuseum van Bratislava het grootste deel van het complex beheerst. Het complex is ontstaan uit meerdere woonhuizen in de 15e eeuw. Deze woonhuizen behoorde toe aan de families: Jakub ,Unger en Pawer. Het huis van de familie Jakub stamde uit een eerdere periode, namelijk de Romaanse tijd. In 1867 werd het stadhuis verder uitgebreid met het naastgelegen Apponypaleis. 
Het stadhuis in Bratislava is het oudste in haar soort in het vroegere Opper-Hongarije, de huidige Slowaakse Republiek, is gelegen aan het Hoofdplein en grenst via de achterzijde aan het Primatenplein, waaraan het Primatenpaleis gelegen is. Het stadhuiscomplex is door de eeuwen heen vaak van binnenin veranderd. 
De Stadhuistoren is te beklimmen en vanaf het uitzichtsplatform heeft U een panoramabeeld van de Oude stad en haar nabije omgeving. 
Het stadhuiscomplex beschikt over een grote binnenplaats.

## Afbeeldingen

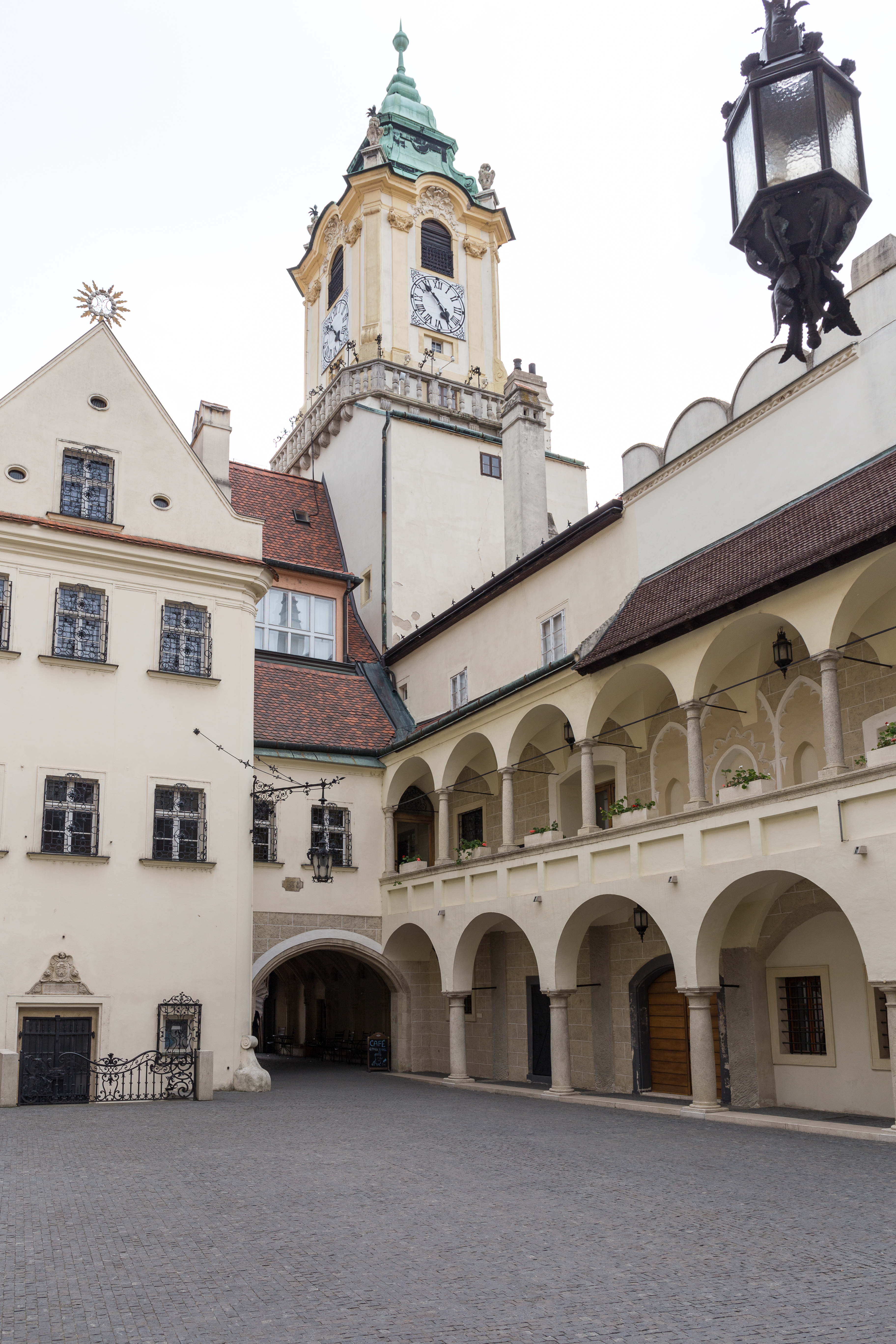
De binnenplaats van het stadhuis
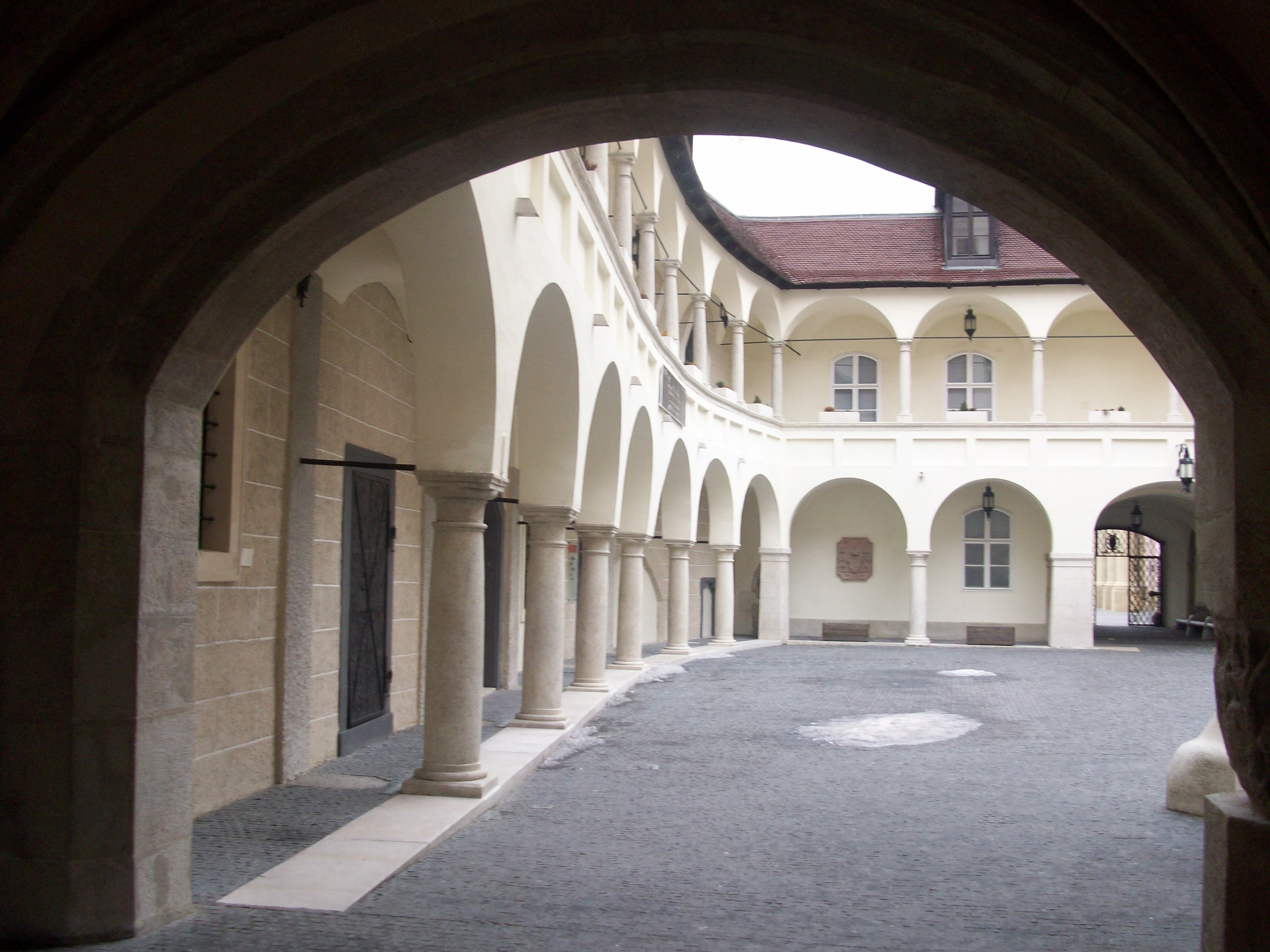
Doorkijk over de binnenplaats van het stadhuis
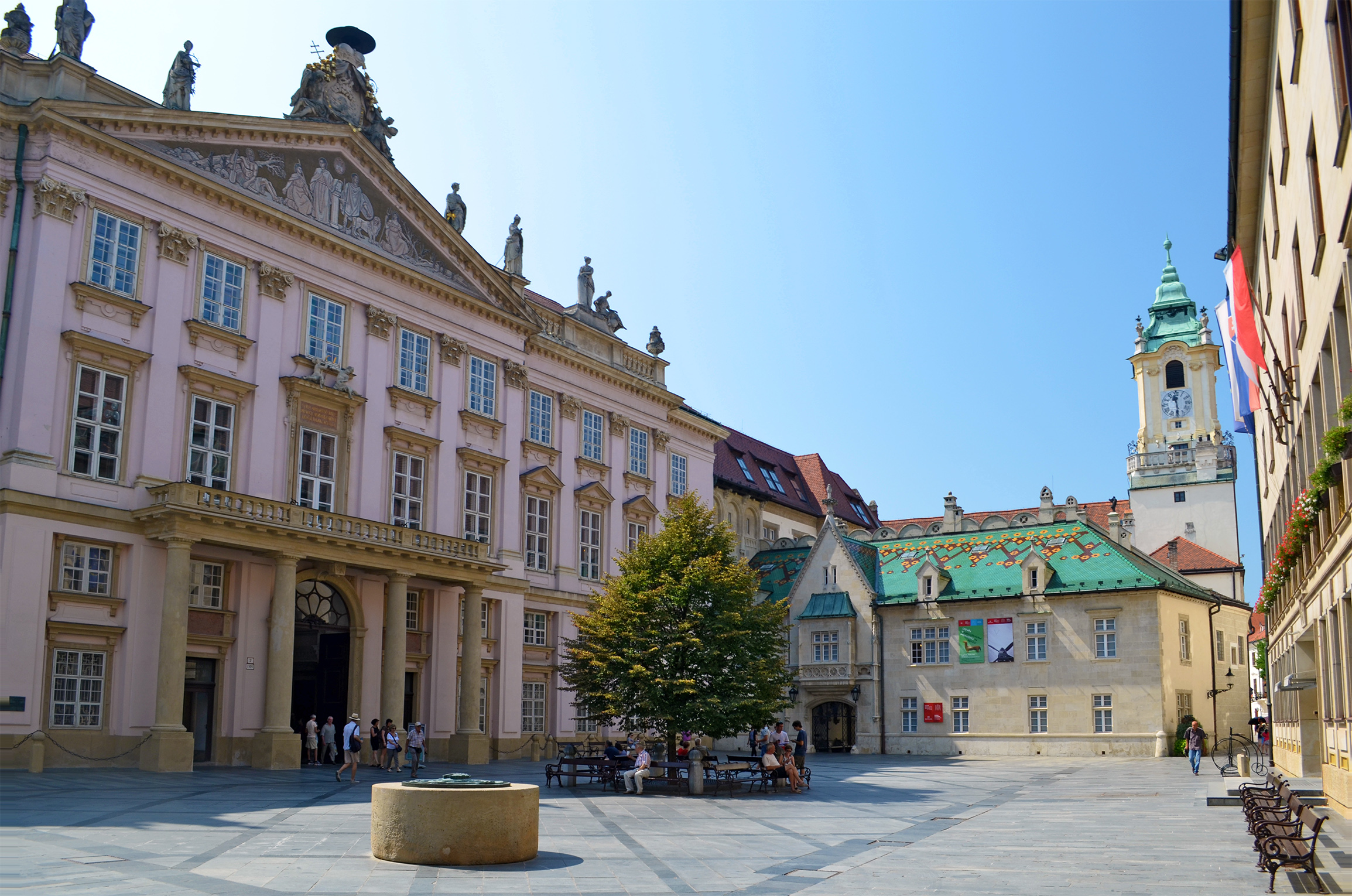
Het stadhuiscomplex ten oosten van het Primatenpaleis en het gelijknamige plein
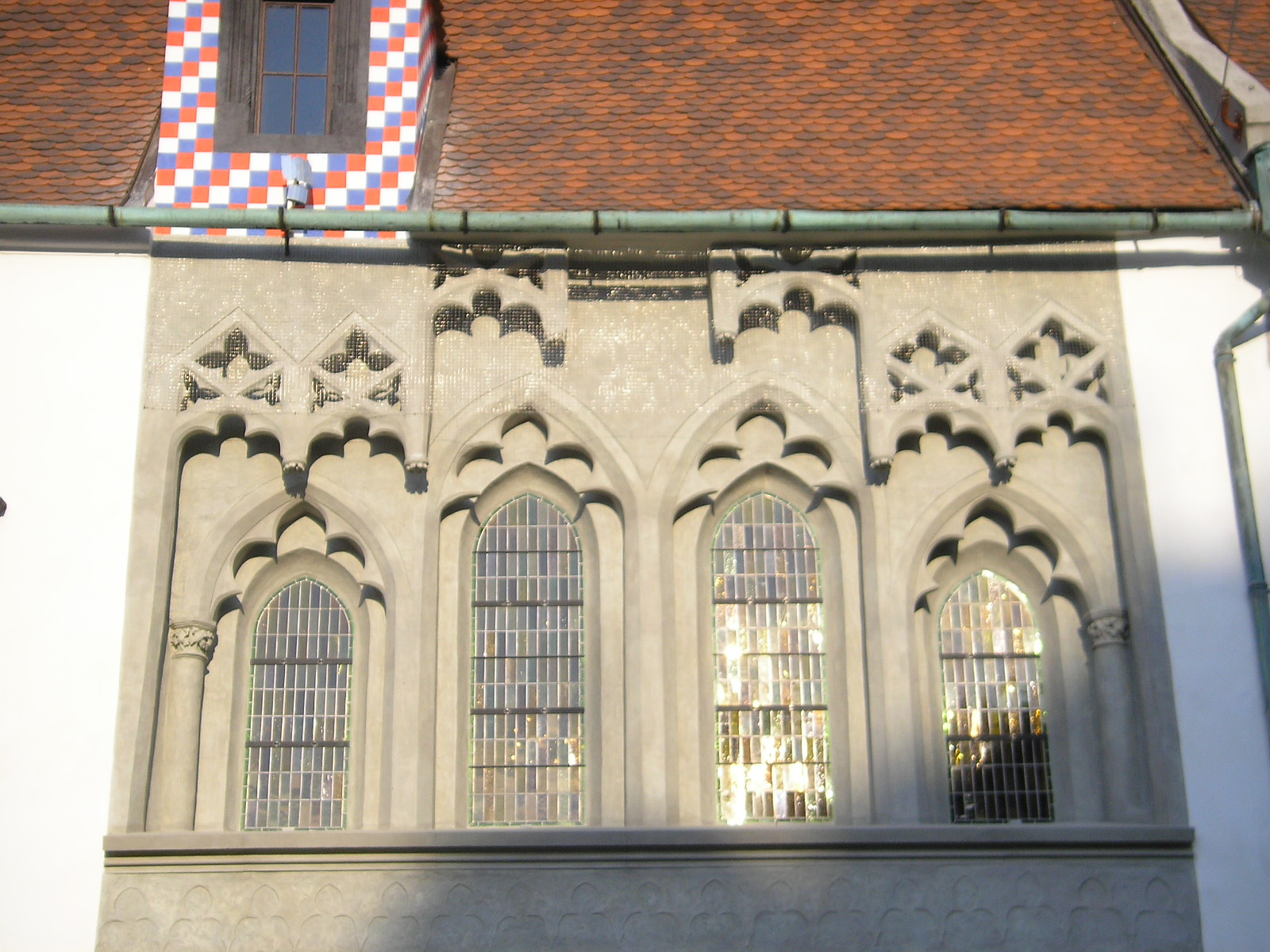
Close-up van een ramenpartij aan de voorzijde van het stadhuis
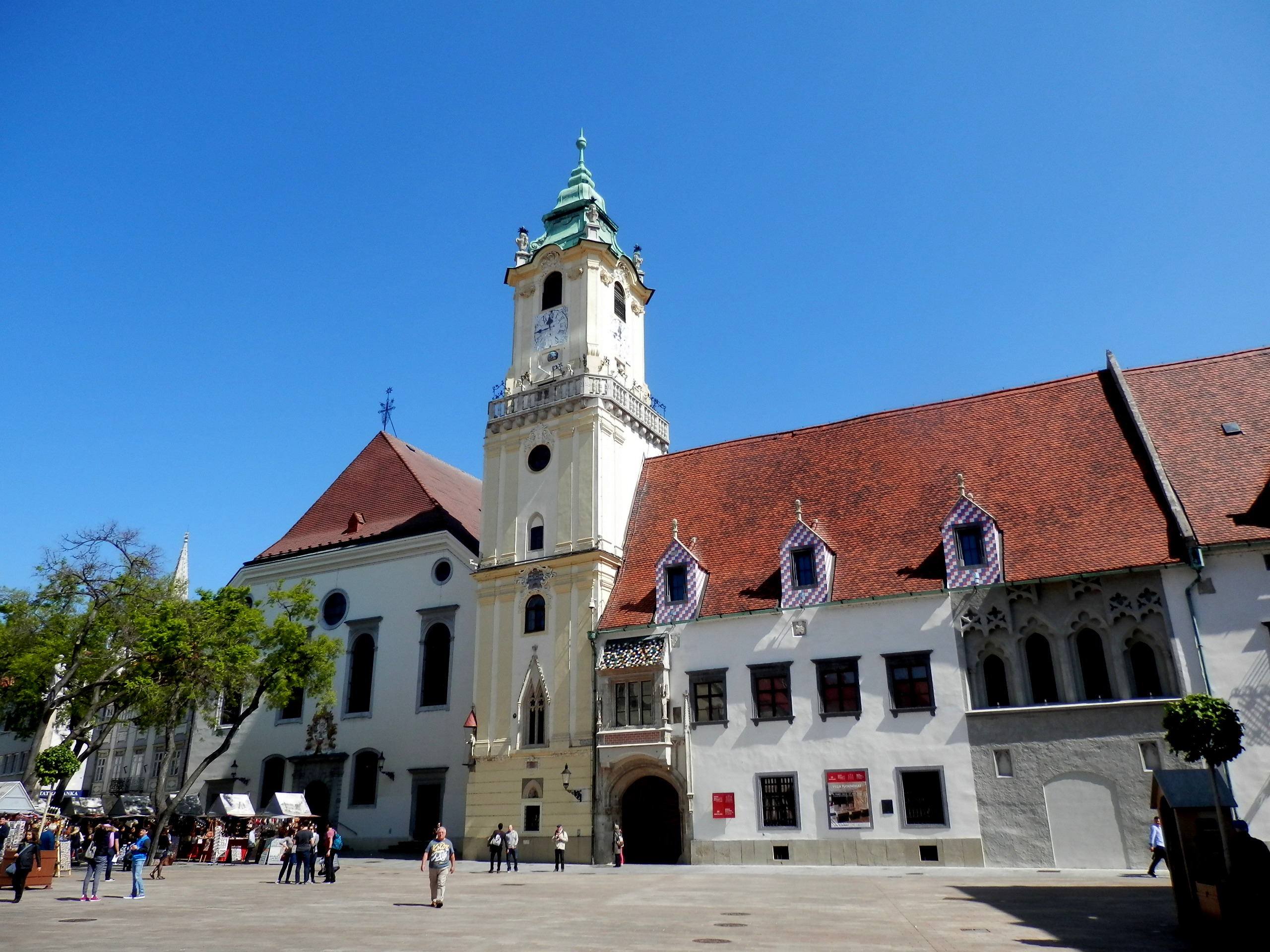
De voorkant van het stadhuiscomplex vanaf het Hoofdplein van Bratislava